# Eriocaulon truncatum
Eriocaulon truncatum är en gräsväxtart som beskrevs av Buch.-ham. och Carl Friedrich Philipp von Martius. Eriocaulon truncatum ingår i släktet Eriocaulon och familjen Eriocaulaceae. IUCN kategoriserar arten globalt som livskraftig.

## Underarter
Arten delas in i följande underarter:
- E. t. florensense
- E. t. truncatum